# Timizguida Ouftas
Timizguida Ouftas (franska: Timizguida Ouftas (CR), Timizguida Ouftas (Commune Rurale), arabiska: تدزي) är en kommun i Marocko.   Den ligger i provinsen Essaouira och regionen Marrakech-Safi, i den centrala delen av landet, 400 km sydväst om huvudstaden Rabat. Antalet invånare är 5 218.